# Rio Craiova (Cerna)
O Rio Craiova é um rio da Romênia, afluente do Cerna, localizado no distrito de Caraş-Severin.